# Merri
Merri település Franciaországban, Orne megyében. Lakosainak száma 151 fő (2022. január 1.). Merri Crocy, Fourches, Vignats, Bailleul, Brieux és Ommoy községekkel határos.

## Népesség
A település népességének változása:
| Lakosok száma | 168  | 174  | 173  | 163  | 158  | 156  | 153  | 152  | 151  |
|               | 2013 | 2015 | 2016 | 2017 | 2018 | 2019 | 2020 | 2021 | 2022 |